# Oak Leaf, Texas
Oak Leaf là một thành phố thuộc quận Ellis, tiểu bang Texas, Hoa Kỳ. Năm 2010, dân số của xã này là 1298 người.

## Dân số
- Dân số năm 2000: 1209 người.
- Dân số năm 2010: 1298 người.